# Andrena eoa
Andrena eoa är en biart som beskrevs av Popov 1949. Andrena eoa ingår i släktet sandbin, och familjen grävbin. Inga underarter finns listade i Catalogue of Life.